# Abdij van Reichenau
De Abdij van Reichenau was een benedictijnerabdij in Baden-Württemberg. Het was in de vroege middeleeuwen een van de beroemdste abdijen in West-Europa.

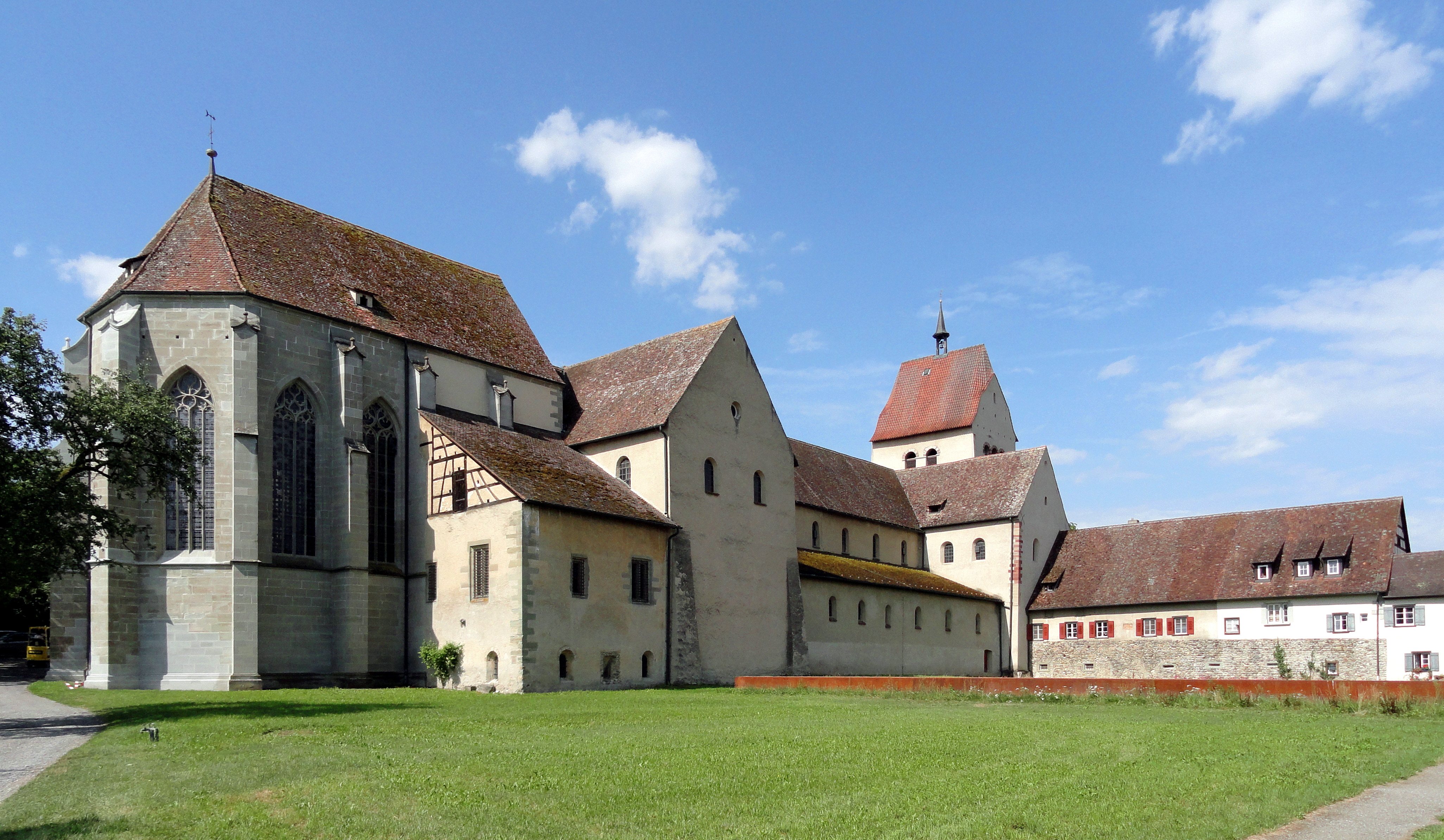
De abdij van Reichenau.

## Geschiedenis
De Franken stichtten na de onderwerping van de Alemannen in 724 het klooster Reichenau. Tot het klooster werden alleen leden van de hoge adel toegelaten. De abdij bezat een kruidentuin met geneeskrachtige planten. Abt Walahfrid Strabo schreef hierover in 827 een dichtbundel, Hortulus, met een beschrijving van 24 geneeskruiden. In de tweede helft van de negende eeuw groeide het bezit van het klooster enorm door schenkingen van keizer Karel III. Deze keizer was opgeleid in het klooster en na zijn dood in 888 werd hij er bijgezet. Abt Hatto III (888-913) werd door keizer Arnulf tot aartsbisschop van Mainz en kanselier van het Heilige Roomse Rijk verheven. 
Abt Alawich II (997-1000) ontving van de paus het privilege dat hij gelijkwaardig was aan de bisschop van Konstanz. (recht van de pontifikaliën en het voorrecht van pauselijke abtswijding).
Na de afstand van abt Diethelm van Krenkingen (1196-1206), die sinds 1189 ook bisschop van Konstanz was, begon een periode van verval. Van 1296 tot 1306 werd de abdij niet bestuurd door de abt, maar werd bestuurd door de bisschop van Konstanz als gouverneur. Abt Diethelm van Castell (1306-1343) poogde de abdij te hervormen, maar hij slaagde er niet in het klooster ook open te stellen voor leden van riddermatige families. In 1367 moest het hele kloosterbezit verpand worden. In 1402 woonden er slecht twee monniken in de abdij.

Wapenschild van het bisdom Konstanz.

In 1540 deed abt Markus van Knöringen afstand van zijn ambt ten gunste van de bisschop van Konstanz. Voortaan was de prins-bisschop van Konstanz ook heer van Reichenau. Het gebied werd bestuurd door een oppervoogd en in de gebouwen werd een prioraat met 12 monniken gevestigd. Het lukte de bisschop niet om voor Reichenau een zetel in de prelatenbank van de Zwabische Kreits te verwerven. Pogingen om de abdij te herstellen mislukten en in 1757 werd het klooster door de paus opgeheven.
Hoewel Reichenau niet meer zelfstandig was, werd het wel vermeld in de Reichsdeputationshauptschluss van 25 februari 1803. Paragraaf 5 voegde de voormalige abdij bij het keurvorstendom Baden.

## Gebied
Tot het kloostergebied  behoorden naast het eiland Reichenau ook de dorpen Markelfingen, Sllensbach, Kaltbrunn, Wollmatingen, Allmannsdorf en Ermatingen.
De abdijen van Reichenau en Sankt Gallen hebben de wijncultuur aan de oevers van het Bodenmeer tot stand gebracht. Oorspronkelijk bedoeld voor eigen gebruik, aan tafel en in de H. Mis, werd de wijnbouw later de basis waarop deze kloosters konden voortbestaan.

## Bekende geestelijken
- Walahfrid Strabo, abt van 842 tot zijn dood in 849
- Berno van Reichenau, abt en hervormer van de Gregoriaanse muziek
- Herman van Reichenau, geleerde, componist, musicoloog, wiskundige en astronoom
- Berthold van Reichenau, kroniekschrijver